# Mesoleptus leptogaster
Mesoleptus leptogaster là một loài tò vò trong họ Ichneumonidae.